# Philip Allan Luelsdorff
Philip Allan Luelsdorff (* 10. September 1941 in New York City; † 27. Juli 2018) war ein US-amerikanischer Linguist und Hochschullehrer.

## Leben und Wirken
Nach seiner Reifeprüfung 1958 in San Francisco studierte Philip Allan Luelsdorff zunächst von 1958 bis 1959 am Sprach- und Dolmetscherinstitut München. Von 1961 bis 1963 studierte er dann Slawistik und Linguistik an der University of California at Berkeley und erwarb dort den Bachelorgrad. Anschließend folgte bis 1971 sein Studium der Theoretischen Linguistik an der Georgetown University, wo er 1971 bei Charles Kreidler zum Ph.D. promovierte. 1968 hatte er bereits einen Lehrauftrag an der University of Alberta in Edmonton und bis 1971 eine Tätigkeit als wissenschaftlicher Assistent an der University of Wisconsin-Madison. Bis 1973 war er als „Research Consultant“ in Reading tätig und übernahm 1971 eine Tätigkeit als Hochschullehrer am Institut für Anglistik der Universität Regensburg.
In seinen Veröffentlichungen beschäftigte sich Luelsdorff vor allem mit Themen aus der theoretischen Linguistik und der Sprachsoziologie.

## Veröffentlichungen (Auswahl)
- A segment phonology of black English (= Ianua linguarum. Series practica, Bd. 191). Mouton, The Hague 1975 (= Dissertation Georgetown University 1971).
- (Hrsg.): Linguistic perspectives on Black English (= Sprache und Literatur, Bd. 9). H. Carl, Regensburg 1975, ISBN 3-418-00209-9.
- (Hrsg. u. Übers.): Soviet contributions to the sociology of language (= Contributions to the sociology of language, Bd. 16). Mouton, The Hague 1977, ISBN 90-279-7613-9.
- (Hrsg.): Towards a language of linguistics. A system of formal notions for theoretical morphology (= Internationale Bibliothek für allgemeine Linguistik, Bd. 44). Fink, München 1982, ISBN 3-7705-1965-5.
- Constraints on error variables in grammar. Bilingual misspelling orthographies. Benjamins, Amsterdam 1986, ISBN 978-90-272-2014-1.
- (Hrsg.): Orthography and phonology. Benjamins, Amsterdam 1987, ISBN 90-272-2039-5.
- (Hrsg.): Josef Vachek / Written language revisited. Benjamins, Amsterdam 1989, ISBN 90-272-2064-6.
- Developmental orthography. Benjamins, Amsterdam 1991, ISBN 90-272-2065-4.
- (Hrsg.): Praguiana 1945–1990 (= Linguistic & literary studies in Easter Europe, Bd. 40). Benjamins, Amsterdam 1994, ISBN 90-272-1549-9.
- (Hrsg.): The Prague school of structural and functional linguistics. A short introduction (= Linguistic & literary studies in Easter Europe, Bd. 41). Benjamins, Amsterdam 1994, ISBN 90-272-1550-2.
- A grammar of suspense. In: Journal of literary semantics, Bd. 24 (1995), H. 1, S. 1–20.
- Knowledge complexity and knowledge acquisition. In: The Prague bulletin of mathematical linguistics, H. 64 (1995), 57–72.
- Knowledge negotiation. In: Barbara H. Partee (Hrsg.): Discourse and meaning. Papers in honor of Eva Hajičová. Benjamins, Amsterdam 1996, S. 47–62, ISBN 90-272-2146-4.
- Cognition as determinacy. In: The Prague bulletin of mathematical linguistics, H. 68 (1997), S. 57–75.
- Entailment and modality. In: Raymond Hickey (Hrsg.): Language history and linguistic modelling. Bd. 2. Mouton de Gruyter, Berlin 1997, S. 1621–1632, ISBN 3-11-014504-9.
- Entailment as determinacy. In: Papers and studies in contrastive linguistics, Bd. 34 (1998), S. 217–232.
- Questions of modality. In: Theoretical linguistics, Bd. 24 (1998), H. 2–3, S. 157–184.
- Transitional cognitive determinacy. In: The Prague bulletin of mathematical linguistics, H. 69 (1998), S. 15–27.
- Erroneous modalities. In: Journal of literary semantics, Bd. 28 (1999), H. 3, S. 141–161.
- Towards modal worlds. In: Linguistica Pragensis, Bd. 9 (1999), H. 2, S. 57–70.